# Mariensäule (Leeder)

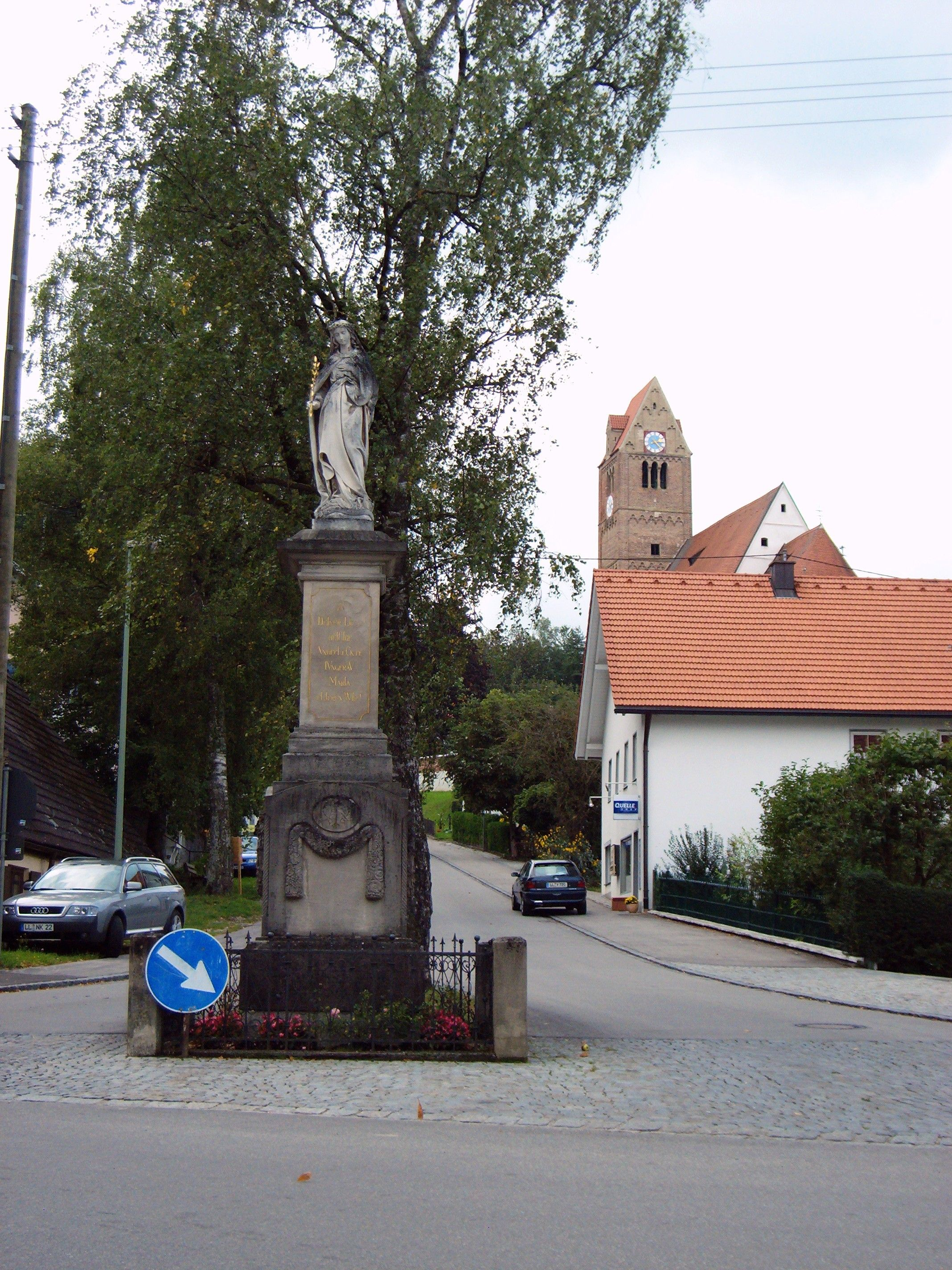
Mariensäule in Leeder

Die Mariensäule in Leeder, einem Ortsteil der Gemeinde Fuchstal im oberbayerischen Landkreis Landsberg am Lech, wurde 1889 errichtet. Die Mariensäule an der Weldener Straße ist ein geschütztes Baudenkmal.
Der Rechteckpfeiler mit Inschriftenplatte erhebt sich auf einem würfelförmigen Podest mit Girlandenzierrat. Die Steinfigur der Maria Immaculata wurde von der Baldauf'schen Kunstanstalt in Augsburg geschaffen.